# Kościół Trójcy Świętej w Bierawie
Kościół Trójcy Świętej – rzymskokatolicki kościół parafialny należący do parafii pod tym samym wezwaniem (dekanat Kędzierzyn diecezji opolskiej).

## Historia
Obecna świątynia została wzniesiona w stylu późnorenesansowym, w drugiej połowie XVI wieku i ufundowana została przez Piotra Dluhomila. Była to świątynia ewangelicka. Na początku XVII wieku została rozbudowana o wieżę, natomiast w XVIII wieku o kaplicę znajdującą się od strony północnej. W XVIII wieku budowla należała już do katolików, był to kościół filialny parafii w Starym Koźlu, natomiast w 1915 roku zyskała rangę kościoła parafialnego. Wieżę i wieżyczkę schodową pokrywa dekoracja sgraffitowa powstała po 1614 roku, remontowana w latach 1923, 1952 i 1974. Jesienią 1999 roku została wyremontowana cała wieża. Dach hełmowy został pokryty nową blachą miedzianą, został zamontowany nowy krzyż, natomiast na ścianach została odtworzona dekoracja sgraffitowa z tym samym ornamentem. Podczas remontu zostały odnalezione w kuli pod krzyżem stare dokumenty, które po skopiowaniu razem z nowymi, aktualnymi zostały ponownie umieszczone na wcześniejszym miejscu.

## Organy
Organy zostały zbudowane przez Włodzimierza Truszczyńskiego w 1969 roku. Posiadają wiatrownice stożkowe i elektro-pneumatyczną trakturę gry. Instrument jest regularnie przeglądany przez firmę organmistrzowską. 
Dyspozycja instrumentu:
| Manuał I         | Manuał II              | Pedał           |
| ---------------- | ---------------------- | --------------- |
| 1. Pryncypał 8'  | 1. Kwintadena 8'       | 1. Subbas 16'   |
| 2. Holflet 8'    | 2. Bourdon 8'          | 2. Fletbas 8'   |
| 3. Oktawa 4'     | 3. Salicet 8'          | 3. Chorałbas 4' |
| 4. Kwinta 2 2/3' | 4. Pryncypał włoski 4' |                 |
| 5. Pryncypał 2'  | 5. Rurflet 4'          |                 |
| 6. Mixtura 4ch   | 6. Flet leśny 2'       |                 |
|                  | 7. Nasard 1 1/3'       |                 |
|                  | 8. Cymbel 3ch          |                 |
|                  | 9. Krummhorn 8'        |                 |

## Galeria

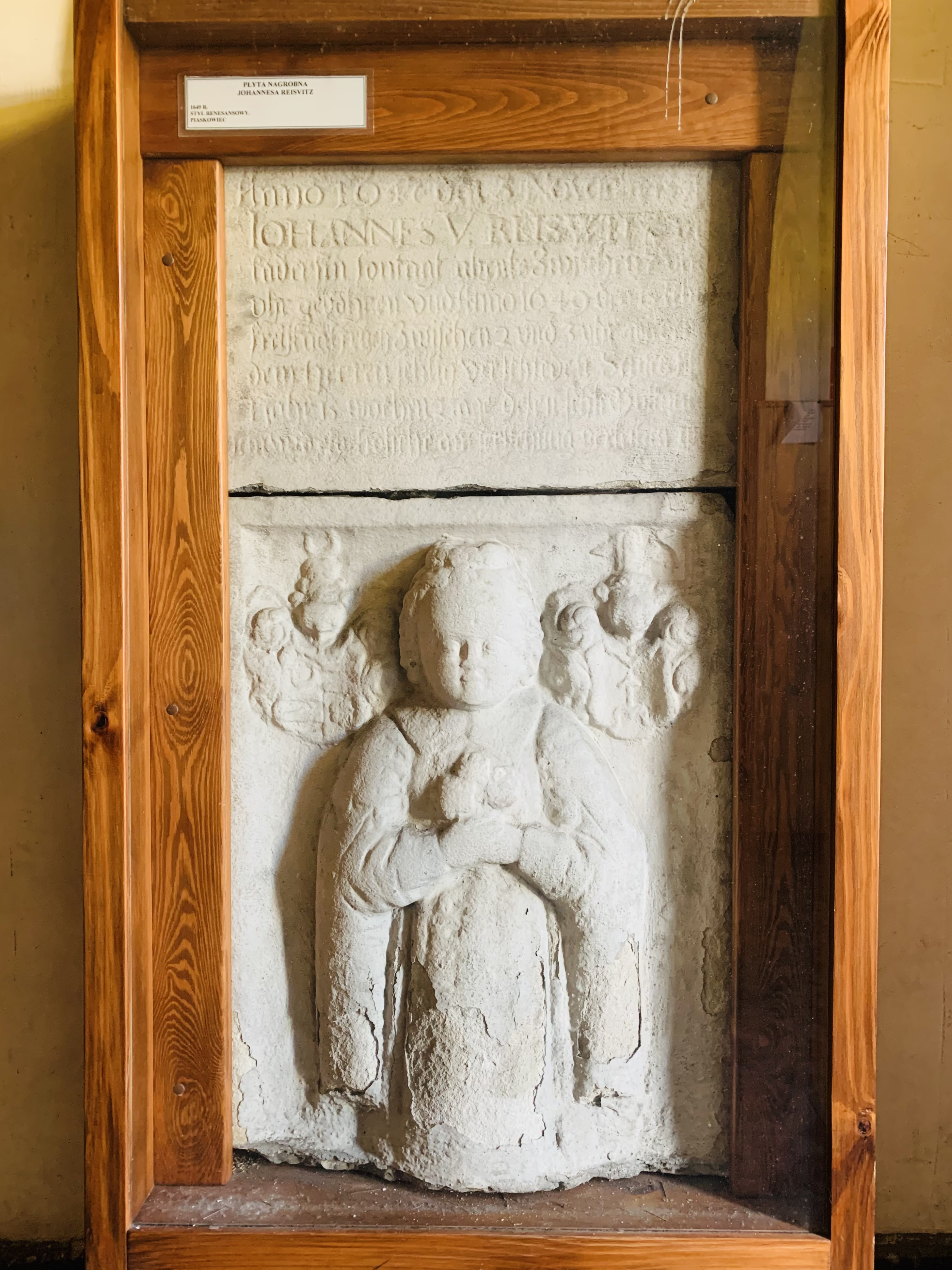
Płyta nagrobna w przedsionku kościoła
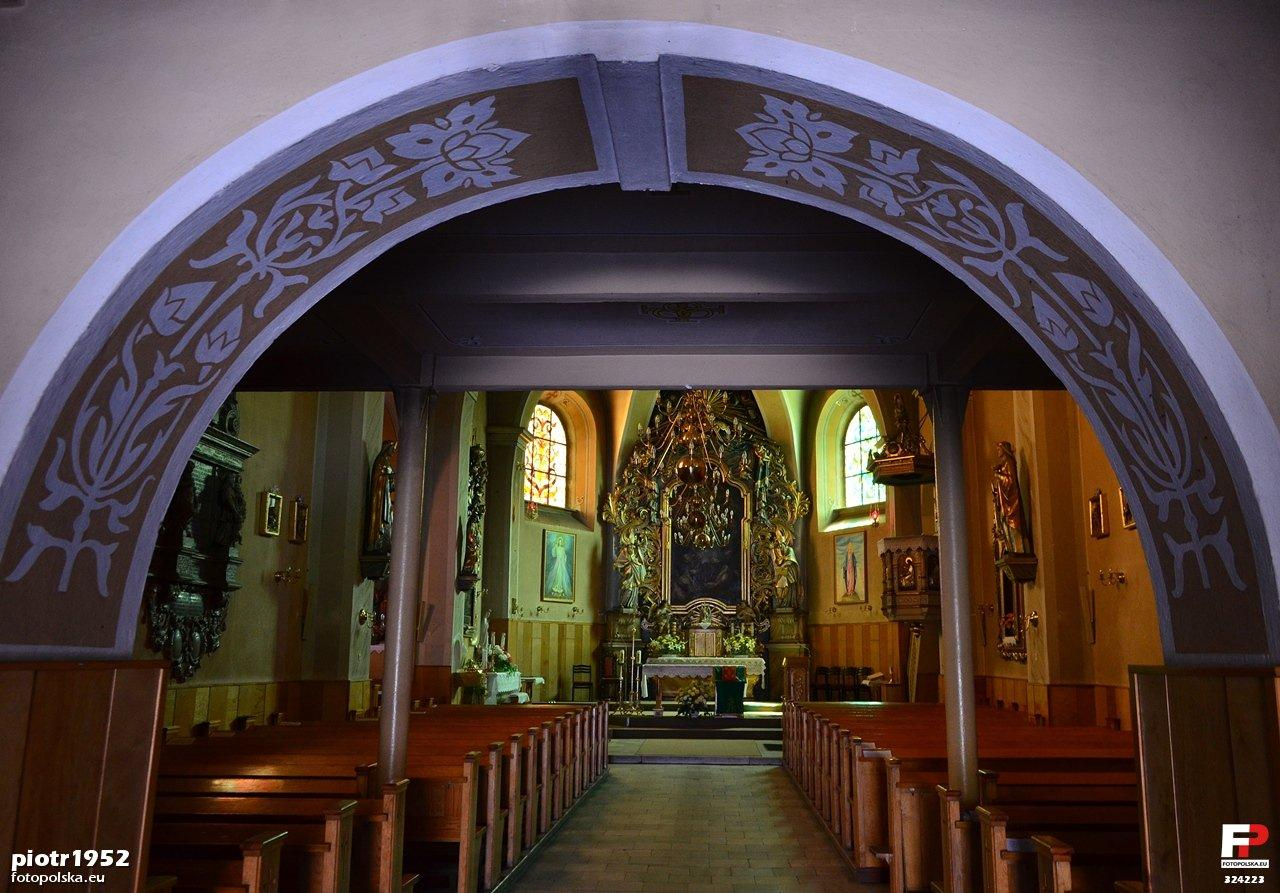
Wejście do kościoła
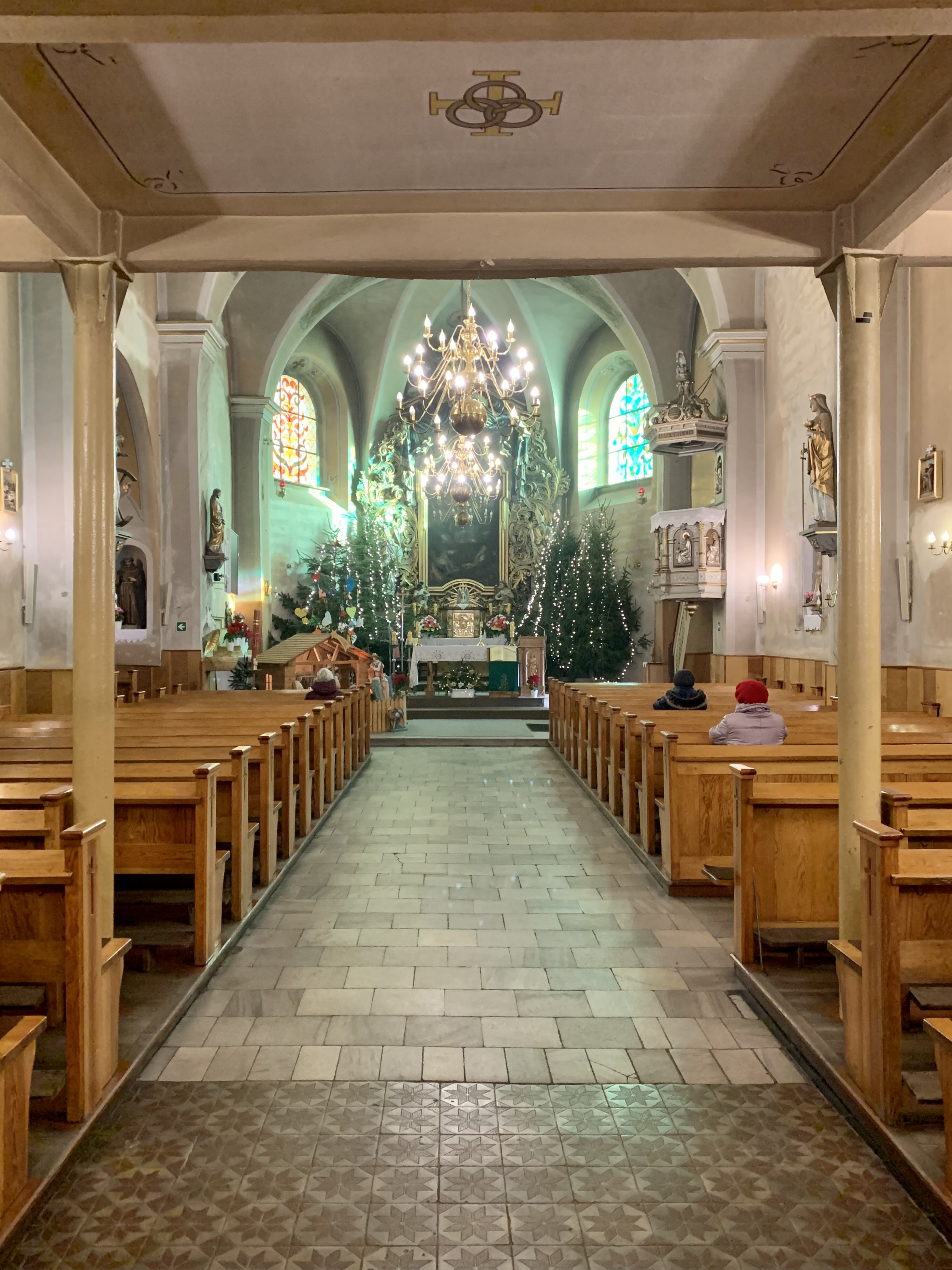
Nawa
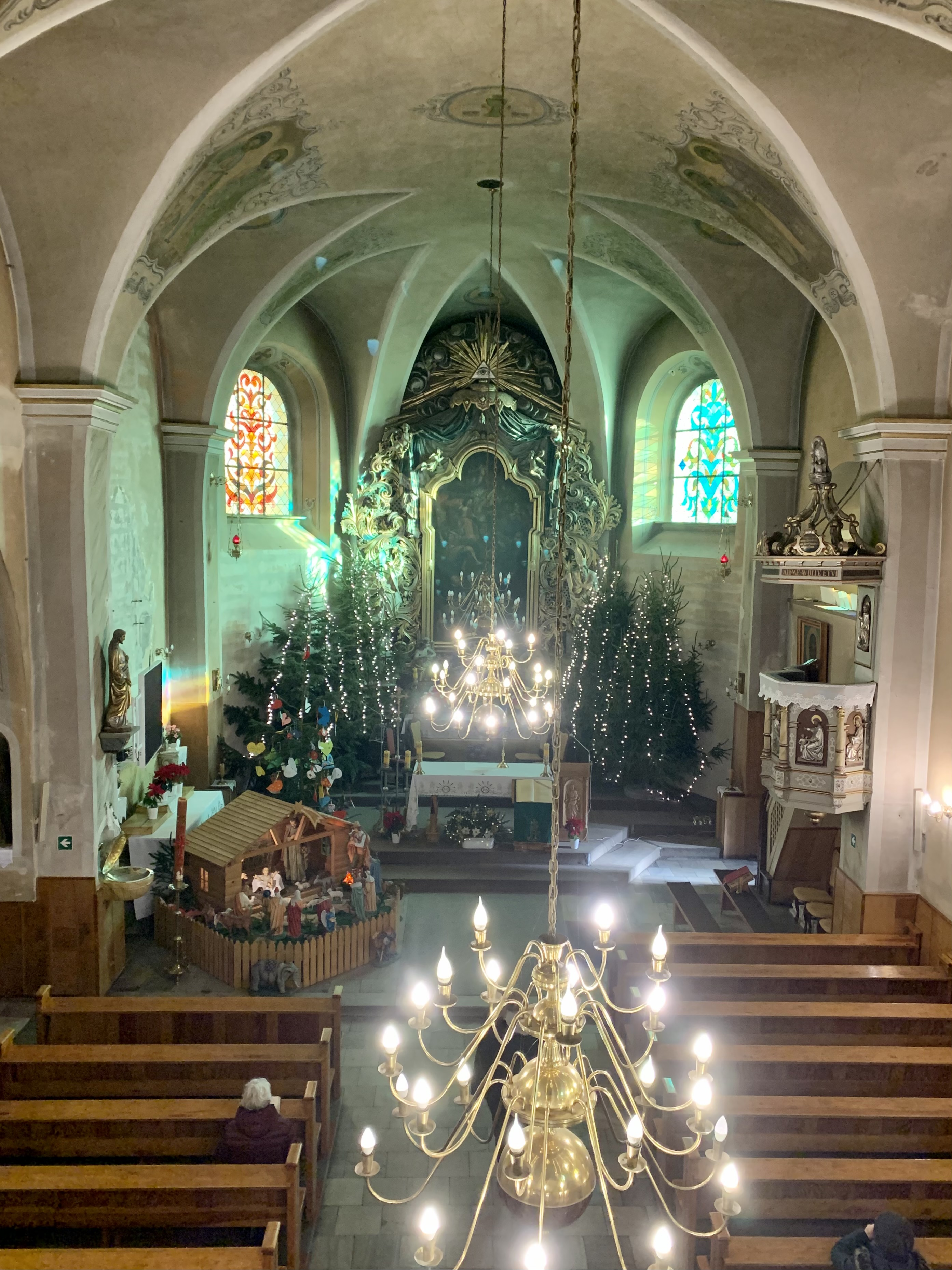
Widok z chóru
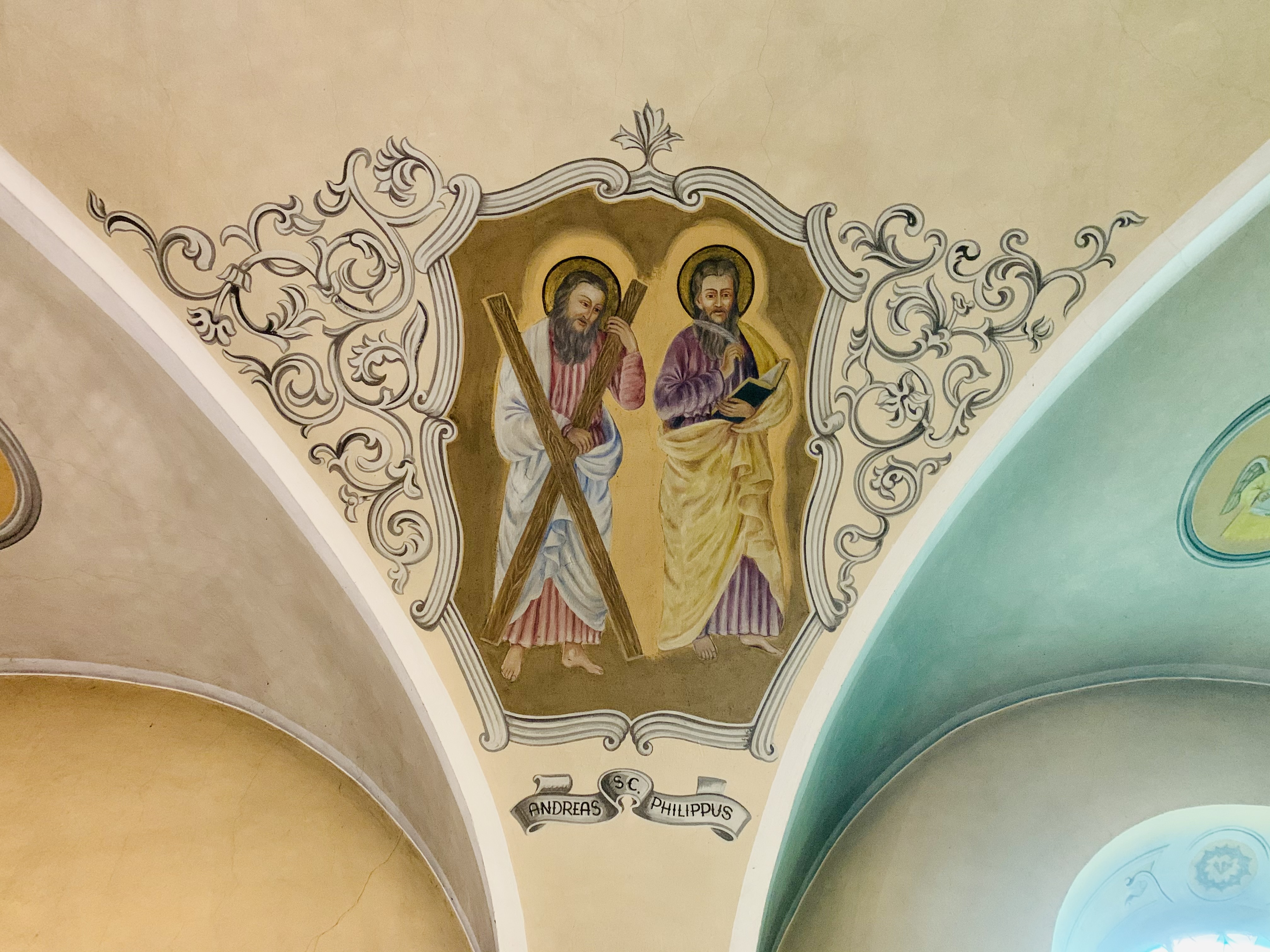
Polichromia ze św. Andrzejem i św. Filipem
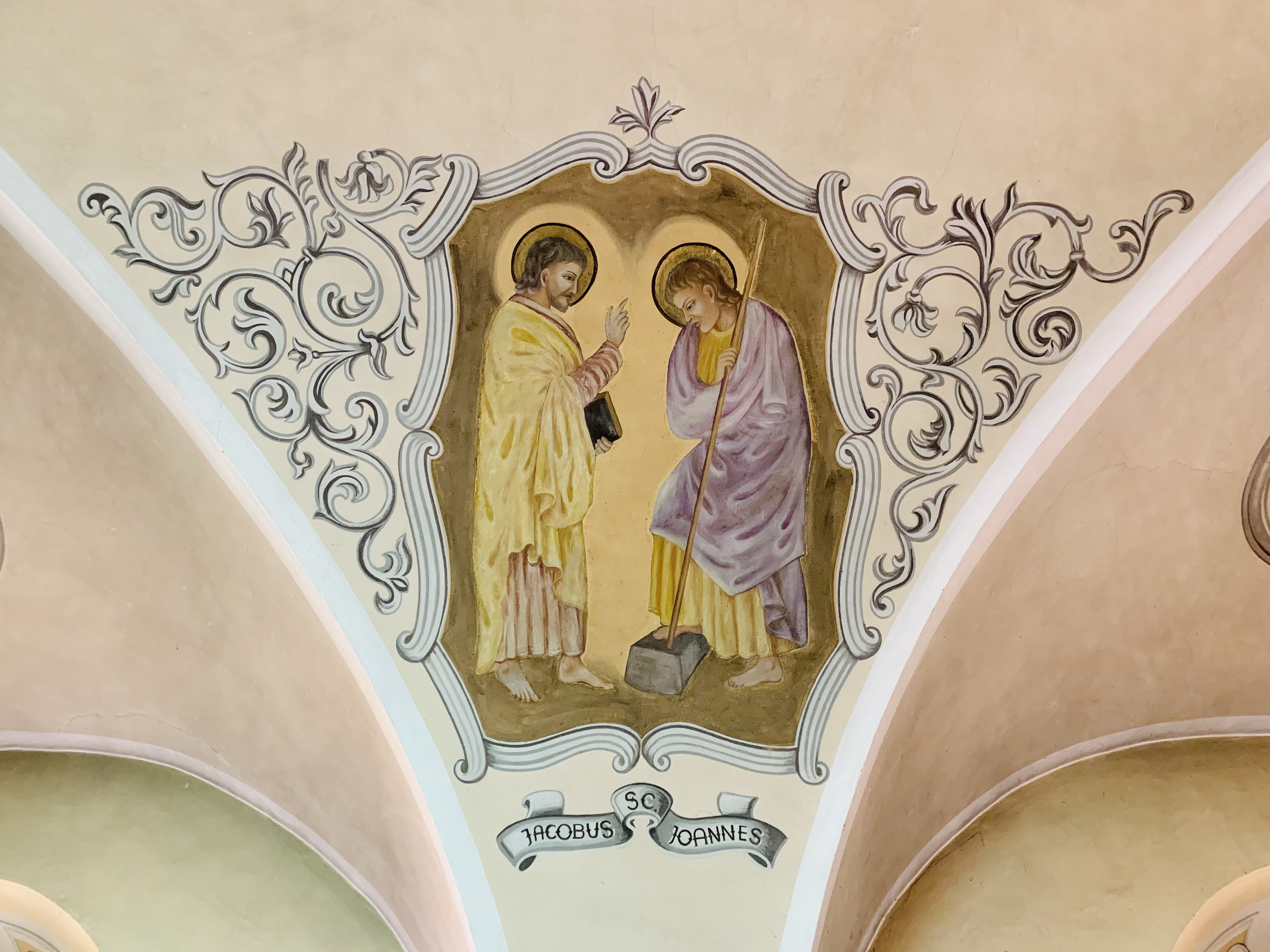
Polichromia ze św. Jakubem i św. Janem